# District de Tiruppur
Le district de Tiruppur (tamoul : திருப்பூர் மாவட்டம்) est un des 32 districts de l'État du Tamil Nadu en Inde. Ce 32e district a été créé en regroupant une partie du District de Coimbatore et une autre du District d'Erode pour assurer une meilleure gestion administrative et un accompagnement adapté dans le développement économique.
Son chef-lieu est la ville de Tiruppur.

## Démographie
Au recensement de 2011 sa population était de 2 479 052 habitants pour une superficie de 5 187 km2.
Le taux de croissance de la population du District a été de 29,69 % durant la décennie 2001-2011, contre 15,60 % au Tamil Nadu et 17,64 % en Inde, cet accroissement de la population rapide est lié au développement économique, notamment celui de l'industrie de ces deux dernières décennies.

## Liste des Taluk
Il est divisé en sept Taluks :
- Avinashi
- Dharapuram
- Kangeyam
- Madathukulam
- Palladam
- Tirupur
- Udumalpet